# Seßlach
Seßlach is een plaats in de Duitse deelstaat Beieren, en maakt deel uit van het Landkreis Coburg.
Seßlach telt 3.949 inwoners.

## Demografie
Seßlach is verdeeld in 15 Ortsteile. (Inwoneraantallen zijn van 31 december 2005).
| Ortsteil        | Inwoneraantal |  | Ortsteil     | Inwoneraantal |
| --------------- | ------------- |  | ------------ | ------------- |
| Autenhausen     | 357           |  | Lechenroth   | 70            |
| Bischwind       | 106           |  | Merlach      | 101           |
| Dietersdorf     | 455           |  | Oberelldorf  | 149           |
| Gemünda         | 540           |  | Rothenberg   | 89            |
| Gleismuthhausen | 100           |  | Seßlach      | 1277          |
| Hattersdorf     | 143           |  | Setzeldorf   | 32            |
| Heilgersdorf    | 467           |  | Unterelldorf | 166           |
| Krumbach        | 64            |  |              |               |

## Wapen
Het wapen van de stad heeft een rode achtergrond met daarop de in zilver geklede heilige Johannes de Doper, zittend op een soort bank met in zijn handen een gouden schijf met daarop de zilveren Lam Gods afgebeeld.

## Trivia
- De stad is in de laatste jaren enkele keren het decor geweest voor verschillende filmproducties. Zo is er een film over de reformator Maarten Luther opgenomen en vond in 2005 de verfilming van het kinderboek Der Räuber Hotzenplotz (Rover Hotzenplotz) plaats in Seßlach.

## Fotogalerij

Seßlach
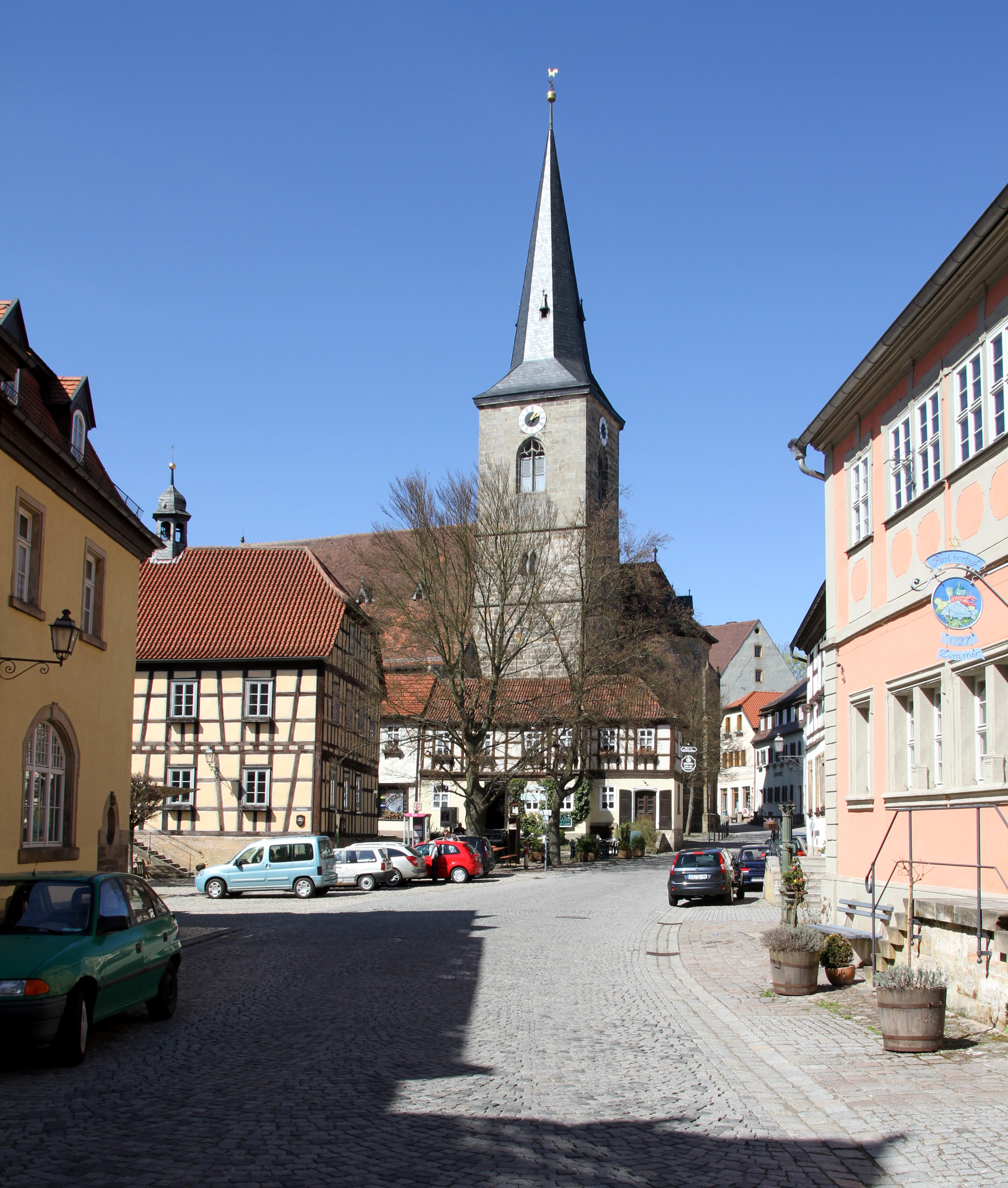
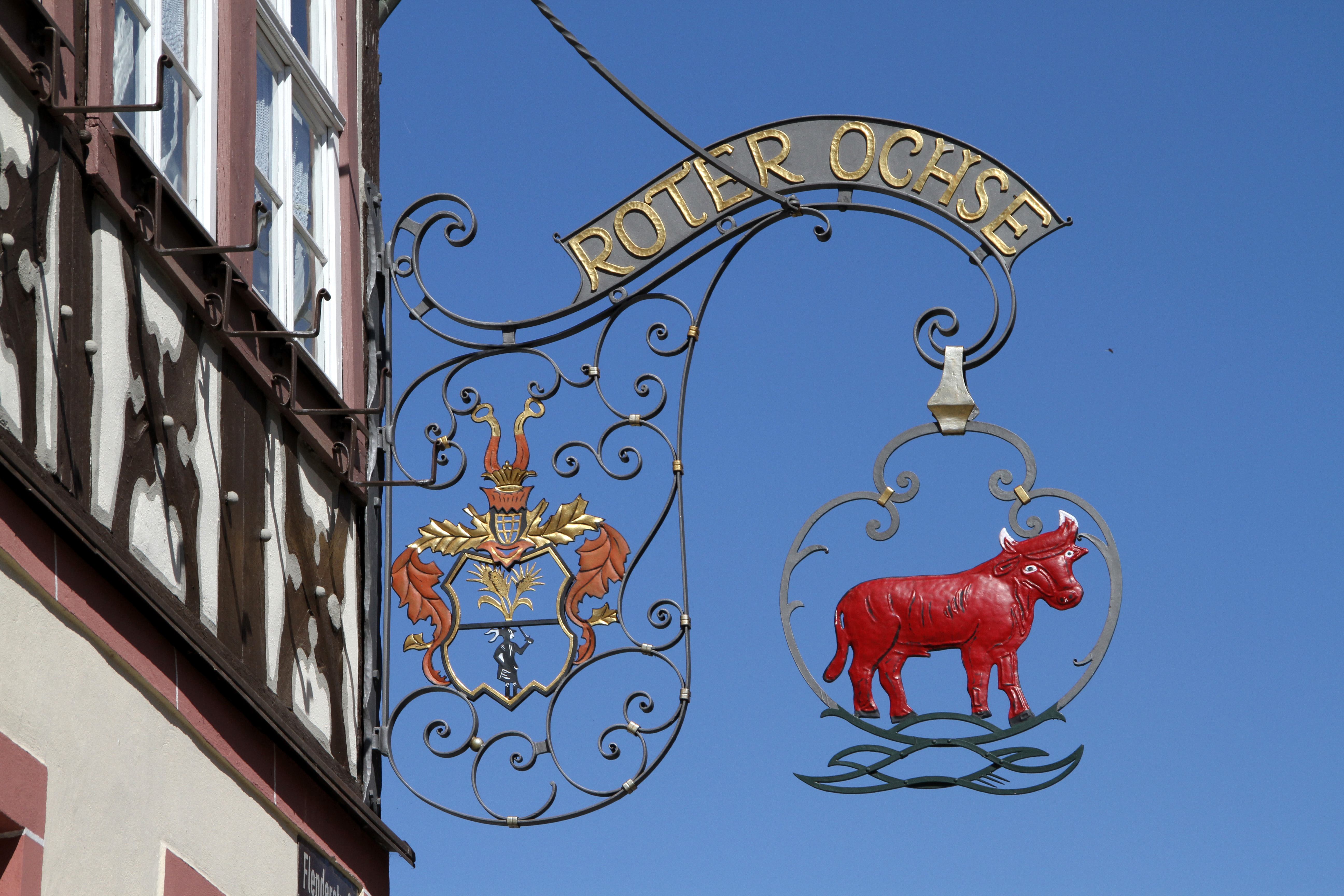
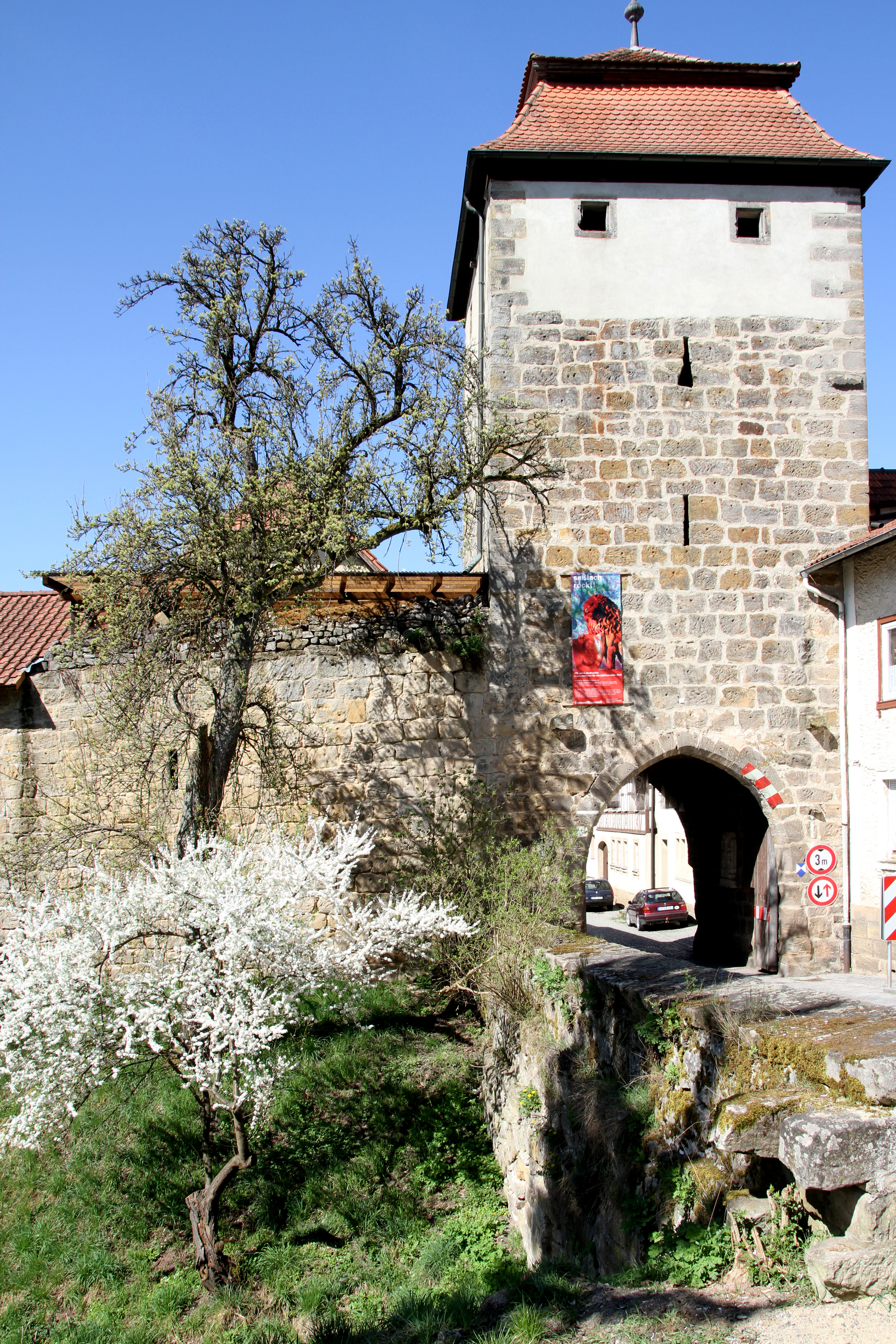
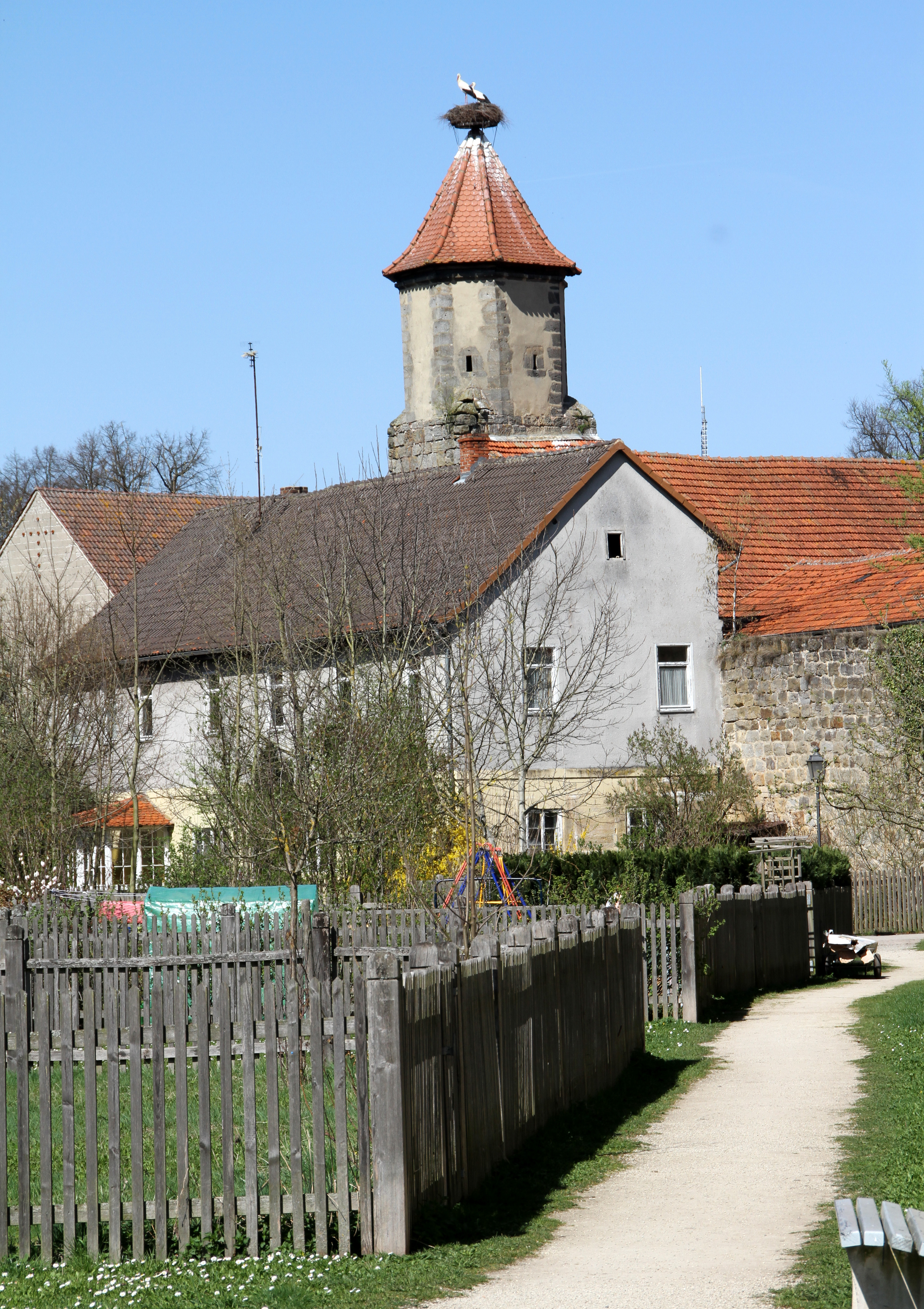
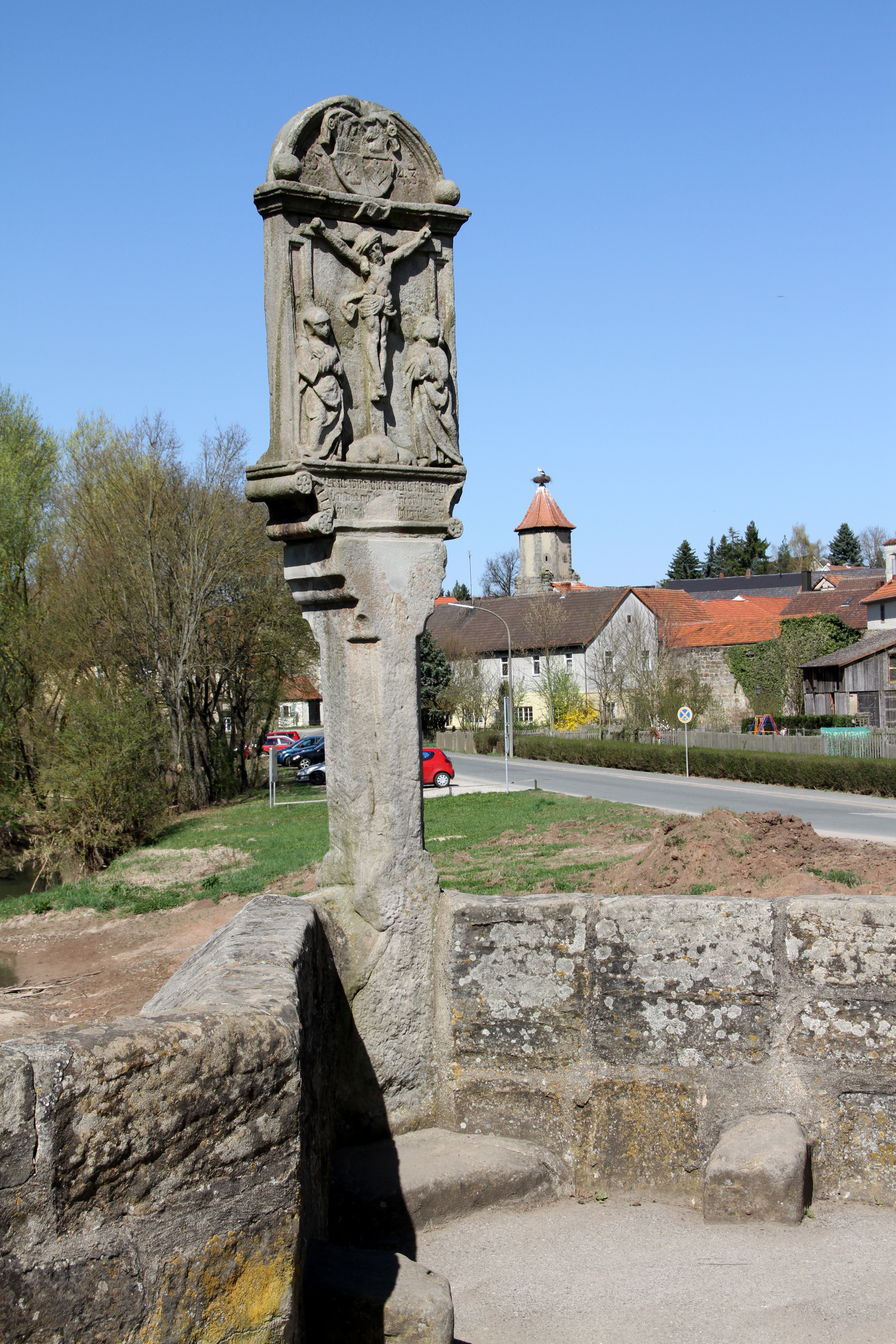
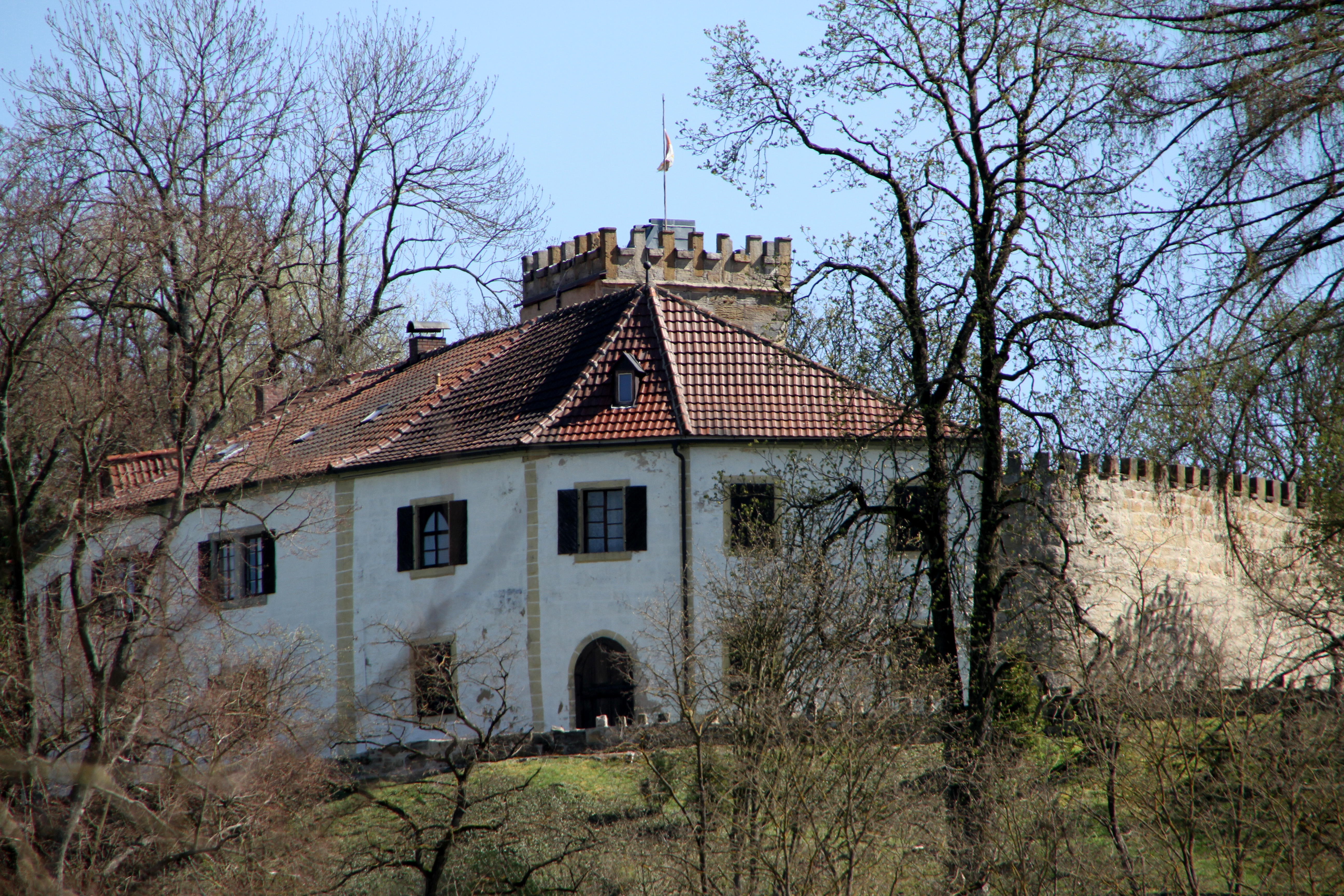